# Vida FM (São Paulo)
Vida FM é uma emissora de rádio brasileira sediada em São José dos Campos, capital do estado homônimo. Opera no dial FM, na frequência 96.5 MHz, concessionada na cidade de São José dos Campos.  Mas entre 2016 e 2019, depois de ter as transmissões suspensas, a emissora operou exclusivamente pela Internet.

## História

### Antecedentes
A frequência 96.5 em São Paulo, tem sua cobertura questionada desde o início dos anos 2000, quando pertencia a Orestes Quércia. A concessão para atuação da rádio é para o município de São José dos Campos, no Vale do Paraíba, devendo a rádio atuar exclusivamente nesta região. Ao deslocar os transmissores para Mogi das Cruzes e instalar o estúdio na cidade de São Paulo, a rádio também era sintonizada em toda a Grande São Paulo e Litoral Norte e estaria, portanto, operando sob força de liminar judicial. Em março de 2014 estavam em situação semelhante outras 15 rádios da mesma região, segundo o Ministério Público Federal.

### Comunidade Cristã Paz & Vida (2009-2014)
A rádio foi fundada em 2001 por Carlos Apolinário, depois deste adquirir a concessão da frequência 96.5 MHz de Orestes Quércia. Antes de se chamar Vida FM, se chamava Rádio Gospel e era dirigida pela Igreja Internacional da Graça de Deus. Em 2009, o projeto foi assumido pela Comunidade Cristã Paz e Vida. Enquanto esteve em operação, a Vida FM registrou suas melhores médias de ouvintes por minuto, estando entre as dez estações de rádio mais ouvidas da Grande São Paulo.
Três semanas após a interrupção da transmissão em São Paulo, a direção artística da Vida FM assumiu que o motivo foi em decorrência da apreensão e lacração dos transmissores pela Anatel e Polícia Federal, situação que não foi revertida, mesmo após apelos à justiça. Diante da impossibilidade de operar em 96.5, Juanribe Pagliarin (presidente da Vida FM) arrendou outra emissora, a FM 92.5 MHz da Rede Mundial de Comunicações, desta vez com outorga para a cidade de São Paulo. A Vida FM encerrou, portanto, suas transmissões em 28 de fevereiro de 2014 e toda sua programação migrou para a Feliz FM, após 20 dias.

### Retorno das operações (2014-2016)
A direção da Vida FM foi devolvida aos proprietários e em 31 de março de 2014, após decisão liminar da justiça, a emissora voltou a operar, sob nova direção artística. A nova programação estreou em 8 de abril.
Em abril de 2015, através de reportagem da Folha de S.Paulo, uma nova operação da Anatel poderia retirar a emissora do ar novamente. No entanto, a direção informou que a transmissão continuaria normalmente. Em 25 de junho de 2015, após um ano da mesma ação praticada, técnicos da Anatel cortaram o sinal da Vida FM na frequência 96.5 FM de São Paulo sob acusações de irregularidades em sua documentação e de que a rádio teria transferido sua antena de transmissão de São José dos Campos (onde encontrava-se a concessão da emissora) para Mogi das Cruzes sem autorização da Agência Nacional de Telecomunicações para que o sinal pudesse chegar mais forte na capital paulista. A direção da rádio negou qualquer acusação em sua página do Facebook e continuou operando normalmente na internet.
Por volta das 19h00 do dia 8 de julho de 2015, após 13 dias fora do ar e mantendo sua grade somente via internet, a emissora voltou a retransmitir sua programação no FM 96.5 MHz de São Paulo e, de acordo com o portal Tudo Rádio, ainda não há a confirmação se a emissora obteve algum recurso para poder operar novamente no espectro FM.
Em 24 de julho de 2015, a Vida FM deixou novamente o dial FM de São Paulo nos 96.5 MHz após sua programação ser interrompida pela 3ª vez consecutiva pela Anatel devido a negação de que sua antena de transmissão permaneça situada em Mogi das Cruzes já que sua sede é na cidade de São José dos Campos, a programação da emissora continua sendo vinculada normalmente pelo APP da rádio através de tablets e smartphones e também na sua página da web.
Em 11 de setembro de 2015, após um mês e meio fora do ar a Rádio Vida voltou a transmitir sua programação gospel no dial 96.5 MHz de São Paulo, ainda não se sabe de onde está partindo o sinal da emissora já que por determinação da Anatel o sinal deve ser transmitido de sua concessão em São José dos Campos, o que não foi feito das outras vezes e acarretou o fechamento da emissora.
Desde 15 de fevereiro de 2016, a emissora deixou de ser captada na Grande São Paulo. A Vida FM continuou suas transmissões pela Internet, sem nenhum comunicado ao público, porém o site já saiu do ar.

### Retorno ao dial (2019)
Em 2 de agosto de 2019, a Vida FM retomou suas operações em FM 96,5 apenas para São José dos Campos (cidade de concessão) e arredores.